# 上村典子
上村典子（日语：上村 典子，1963年7月15日—），日本資深女性配音員、旁白。出身於福岡縣福岡市中央區。身高161cm。B型血。丈夫為東映動畫所屬製作人東伊里彌。

## 人物簡介
青二Production所屬，日本大學藝術學院演劇科、劇團青年座附屬研究所畢業。
早年主要以少年角色為主，1990年代後半之後常接中年大嬸或老奶奶的角色較多。
為人熟悉的代表配音作品有《奇天烈大百科》熊田薰的媽媽〈熊田小百合〉、《蠟筆小新》主角野原新之助的外婆〈小山高冴〉、《我們這一家》的原老師〈原老〉、《ONE PIECE》的卡爾里·達坦、《交響情人夢》的野田靜代、《人小鬼大》田畑小穗的外婆〈山川峰〉、《新瑪雅歷險記》的戴克拉、《怪博士與機器娃娃》的皿田魔菇及《足球小將翼 (昭和版)》的澤田武志等。
擅長方言：博多方言。興趣：騎馬。特長：模仿動物的叫聲。

## 演出作品
※粗體字表示說明飾演的主要角色。斜體字表示說明飾演至今的作品系列。

### 電視動畫
1982年
- 阿波羅之女（出産的女神）
- 新蜜蜂瑪雅歷險記（日语：みつばちマーヤの冒険）（戴克拉）

1983年
- 足球小將翼 (昭和版)（森崎有三、澤田武志）
- 銀河疾風流離我（老奶奶A）
- 光速電神（老奶奶）
- 停止!! 雲雀（先子）
- 愛麗絲夢遊仙境 (1983年版)（日语：ふしぎの国のアリス (テレビアニメ)）（心之女王）
- 漫畫日本史（日语：まんが日本史 (日本テレビ)）

1984年
- 雷射戰士（百合子的母親）
- 北斗神拳（1984～1987，康〈第2代〉、老奶奶）2系列
- 夢戰士WING-MAN（日语：ウイングマン）（主婦、保險醫生）

1985年
- 金比羅小子（日语：コンポラキッド）（次郎長[4]）
- 搞怪拍檔（男孩子B）
- 高校！奇面組（日语：ハイスクール!奇面組）（三段腹幾重）
- 俏皮小百寶（野野宮敏江[5]）
- 嘿！奔奔（孕婦）

1986年
- 宇宙小超人的諺語物語（日语：ウルトラマンキッズのことわざ物語）
- 聖鬥士星矢（誠、鳳凰座一輝〈少年時期〉、北海巨妖艾薩克〈少年時期〉 等）
- 楓葉鎮物語（納塔夏·克瑪諾夫）
- 機器人阿丁 (1986年版)（日语：ロボタン）

1987年
- 超能力魔美（金子志麻）
- 假面忍者 赤影（勇吉）
- 鬼太郎 (第3作)（1987～1988，幸吉、管理人、長老的太太、Tank松竹、三吉的母親、栗子、蠍女）
- 城市獵人（1987～1988，女大學生、的會員、鮎原廣美）2系列
- 新楓葉鎮物語 棕櫚鎮篇（羅傑·懷特）
- 七龍珠（老奶奶）
- 淑女小琳!!（日语：レディ!!#レディレディ!!）（羅拉）

1988年
- 奇天烈大百科（1988～1996，熊田薰／大猩猩的媽媽〈熊田小百合〉、熊田實、 等）
- 魁!! 男塾（老奶奶）
- 鬥將!! 拉麺男（ワン）
- 之後頓珍漢（日语：ついでにとんちんかん）（松元）
- 變形金剛：超神 Master Force（小孩）
- 仙魔大戰（海母精）
- 甜蜜小天使 (1988年版)（1988～1989，康吉[6]、大將的母親、良子的老師、老奶奶）
- 魔神英雄傳（瑪麗安奴特的乳母[7]、伊太郎村的老奶奶[7]）

1989年
- 惡魔君（貧太的母親、魔火、老奶奶）
- 西瓜皮先生（由加里、護理人員、女將）
- 獸神萊卡（1989～1990，團五郎）（五郎の母）
- 新仙魔大戰（ボルカンヌ）
- 變形金剛V（〈第2代〉）
- 魔神英雄傳2（梅子星婆婆[7]、曬衣竿婆婆、老奶奶[7]、[7]）
- 魔動王（村長的女兒、的母親）

1990年
- 人小鬼大特別篇 秋日滿滿!!（山川峰〈田畑小穗的外婆〉）
- 夠了！阿太郎 (1990年版)（日语：もーれつア太郎）（老奶奶、老虎、豚松的母親）

1991年
- 宇宙小超人 3000萬光年尋找母親（日语：ウルトラマンキッズ 母をたずねて3000万光年）
- 人小鬼大特別篇 夢滿滿!!（山川峰〈田畑小穗的外婆〉）
- 勇者鬥惡龍 達伊的大冒險 (1991年版)（蕾拉）
- 絕對無敵雷神王（谷口六郎）

1992年
- 大拇指公主（蒲子）
- 人小鬼大（1992～1994，山川峰〈田畑小穗的外婆〉）
- 櫻桃小丸子（冬田美鈴〈初代〉、母親、與那嶺詩子〈第2代〉）
- 超仙魔大戰（吉報天女）
- 奧斯宇宙歷險記（日语：スペースオズの冒険）
- 美少女戰士（1992～1994））2系列

1993年
- 足球風雲（田仲俊彥的母親）
- 熱血最強哥修羅（1993～1994，石田五郎、大山育代、北條千代乃校長）
- 小小男子漢（1993～1994，女主人、古田和枝、熊井）
- 忍者亂太郎（丸子屋的老奶奶）

1994年
- 美少女戰士S (卡奥林奈特 Kaolinite）
- 卡拉OK戰士麥克次郎（日语：カラオケ戦士マイク次郎）（女將）
- 人小鬼大特別篇 祭滿滿！（山川峰〈田畑小穗的外婆〉）
- 秀逗泰山阿達♡（蕾雅·瑪魯遜、比茲〈第2代〉）
- 頑童歷險記（ニセ·ワトソン、女房）

1995年
- 動畫世界的童話（日语：世界名作童話シリーズ ワ〜ォ!メルヘン王国）（母親、的母親）
- 黃金勇者（女王、老奶奶）
- 足球小將翼J（石崎了的母親）
- 空想科學世界（琪琪）
- 近所物語（矢澤校長）

1996年
- 繚亂幻想 ～賢治之春（日语：イーハトーブ幻想〜KENjIの春）（忠作）
- 蠟筆小新（1996～，野原新之助的外婆〈小山高冴〉）
- 鬼太郎 (第4作)（1996～1998，老奶奶、良子、呼子（日语：呼子）、琢也、磯女、納戶婆婆（日语：納戸婆）、長老）
- 七龍珠GT（重要的大嬸）

1997年
- 甜心戰士F（レディブル）
- 金田一少年之事件簿（水島）
- 怪博士與機器娃娃 (1997年版)（1997～1999，皿田蘑菇、叢林少年的母親）

1998年
- 人小鬼大特別篇 約定的神奇日子（山川峰〈田畑小穗的外婆〉）
- 星方武俠（日语：星方武侠アウトロースター）（老奶奶）
- 青澀之戀（安達滿壽美）
- 熱沙霸王甘達拉（日语：熱沙の覇王ガンダーラ）

1999年
- 神八劍傳（日语：神八剣伝）（哈娜）
- 逮捕令（餐廳大嬸）
- 魔術士歐菲（母親、店主）2系列

2000年
- 勝負師傳說 哲也（根津的太太）
- 法布爾先生是名偵探（日语：ファーブル先生は名探偵）（吉岡梅子）
- 週刊故事樂園（日语：週刊ストーリーランド）（鄰居女性）

2001年
- 野野子（日语：ののちゃん）（教務主任、杉）

2002年
- 我們這一家（2002～2004，原老師〈原老〉、店長））

2003年
- 高機動幻想 ～嶄新之行軍歌～（日语：ガンパレード・マーチ 〜新たなる行軍歌〜）（駄菓子屋的老奶奶）
- 神奇寶貝超世代（2003～2004，連勝光代）

2004年
- 阿加莎·克里斯蒂的名偵探波洛和馬普爾（日语：アガサ・クリスティーの名探偵ポワロとマープル）（克拉克夫人）
- 波波羅王國（老奶奶）

2005年
- 冒險王比特（潔西卡）
- 怪傑佐羅利（ワラコ）
- MONSTER（欺負威姆的少年A）

2006年
- 玻璃艦隊（吉爾蒂）
- 哆啦A夢 (水田山葵版)（2006～2018，茂手持夫的母親、店員）
- 蜂蜜與四葉草II（廣美）
- ONE PIECE（2006～2021，洛基婆婆、露西亞、卡爾里·達坦、藝妓老師〈津輕海〉）

2007年
- 鬼太郎 (第5作)（2007～2009，阿稻婆婆、魔女〈初代〉、青子、小豆婆婆、金太的母親、膝元頭）
- 交響情人夢（野田靜代[8]）
- 帝托拉傳奇（阿敏）
- 意外
- 物怪「無臉篇」（姑）

2008年
- 出包王女（媽媽）

2009年
- 你好 安妮 ～Before Green Gables（瑪格麗特·卡萊爾前院長）
- 洋葱和尚朝太郎（日语：ねぎぼうずのあさたろう）（葫蘆的阿榮）
- 鋼之鍊金術師 FULLMETAL ALCHEMIST（シャン）
- 神奇寶貝鑽石&珍珠（龍婆婆）

2010年
- 動物偵探奇魯米（綾惠）
- 交響情人夢 最終篇（野田靜代）

2011年
- 名偵探柯南（2011～2020，保科瑠華子、寅倉守與、聖澤鈴代、荻野雅子）

2013年
- 丸少爺（ハチなんとかさん）

2014年
- 相撲力士!! 松太郎（日语：のたり松太郎）（女將）

2015年
- 海螺小姐
- 新我們這一家（原老師〈原老〉）
- ONE PIECE 薩波特別篇 ～3兄弟的羈絆 奇跡的再會和被繼承的意志～（卡爾里·達坦）

2017年
- 正確的卡多（真道美晴）
- 境界之輪迴（老奶奶）

2020年
- BanG Dream！少女樂團派對！☆PICO ～大份～（旁白）

### OVA
1986年
- 那由他（日语：那由他 (漫画)）（老奶奶）

1989年
- 新足球小將翼（澤田武志）

1991年
- 叢林大戰（日语：ジャングルウォーズ）（老奶奶[9]）
- 含羞草（染井吉雄的母親）

1992年
- 潮與虎（中村麻子的奶奶）
- 幻想敘譚（日语：幻想叙譚エルシア）（芙拉克、老奶奶）
- 遊俠傳（蟑螂的母親）
- Nozomi♡Witches（日语：のぞみウィッチィズ）（司葉遼太郎的母親）

1995年
- 黃金小子（勝田法子）

1996年
- Legend of Crystania（日语：クリスタニア）（老奶奶）

2004年
- Re：甜心戰士（[10]）

2010年
- ONE PIECE FILM 強者天下 EPISODE：0（卡爾里·達坦）

### 電影動畫
1984年
- 宇宙小超人的諺語物語 M7.8星的愉快夥伴（日语：ウルトラマンキッズ M7.8星のゆかいな仲間）
- 爸爸媽媽再見（日语：パパママバイバイ）（學）

1987年
- 聖鬥士星矢：邪神艾莉絲（誠）

1988年
1989年
- 劇場版 甜蜜小天使（大將的母親〈光子〉）
- 甜蜜小天使：夏之節日（康吉）

1991年
- 在後面的那個人是誰（日语：うしろの正面だあれ）
- 機動戰士鋼彈F91（奈伊）

1992年
- 三國志 第一部 英雄的黎明（女房）

1994年
- 怪博士與機器娃娃：吼唷唷!! 報恩的鯊魚被我帶走了…（日语：Dr.スランプ アラレちゃん ほよよ!!助けたサメに連れられて…）（空豆豆[11]）
- 怪博士與機器娃娃：嗯加!! 緊張刺激的暑假（日语：Dr.スランプ アラレちゃん んちゃ!!わくわくハートの夏休み）（空豆豆）

2000年
- 機動戰士鋼彈 特別版（老奶奶A）

2002年
- 蠟筆小新：風起雲湧 壯烈！戰國大會戰（阿里）

2010年
- 劇場版 3D我們這一家：超能力花媽（原老師〈原老〉）

2014年
- 樂園追放 -Expelled from Paradise-（高官C[12]）

### 遊戲
1996年
- 美少女（瑪丹Q）

1997年
- 育嬰問答 我的天使2（日语：子育てクイズ マイエンジェル）（哥哥）[注 1]

1999年
- 熱門高爾夫（日语：ゴルフしようよ）（黛波拉·惠特克）
- 塗鴉小子（瑪姆）

2000年
- NEUES（席納·羅）

2001年
- 莎木II
- 逮捕令 YOU'RE UNDER ARREST（餐廳大嬸）

2002年
- 暗雲編年史（頭目）

2005年
- 劍魂III（玩家自創角色〈老奶奶〉）

2008年
- Fable II（泰瑞莎）

2009年
- 超級機器人大戰NEO（日语：スーパーロボット大戦NEO）（石田五郎、大山育代）
- 劍魂 Broken Destiny（玩家原創角色）

2010年
- 蠟筆小新：呆呆忍者傳前進吧！春日部忍者隊！（日语：クレヨンしんちゃん おバカ大忍伝 すすめ!カスカベ忍者隊!）
- 交響情人夢 歡樂音樂時光（野田靜代）
- Fable III（泰瑞莎）

2011年
- ONE PIECE 大決戰！2 新世界（日语：ONE PIECE ギガントバトル! 2 新世界）（卡爾里·達坦）

2013年
- 超級機器人大戰Operation Extend（石田五郎、大山育代）

2017年
- 足球小將翼：夢幻隊伍（日语：キャプテン翼 (ゲーム)#KLab）（森崎有三、澤田武志[13]）
- 碧藍幻想（九尾）

### 廣播劇CD
- 熱血最強 SAURERS NOTE 3（石田五郎、大山育代）
- 百鬼夜行抄（飯嶋八重子）
- 魔神英雄傳2 Memorial CD「星界山外景物語」（梅子星婆婆）
- 羅德斯島戰記 風與炎之魔神（女將）

### 外語配音

#### 演員
拉蒂法女皇
- 髮膠明星夢（美寶）※DVD版。
- 終極假期（英语：Last Holiday (2006 film)）（喬治亞·伯德）
- 布偶綠野仙蹤（英语：The Muppets' Wizard of Oz）（艾姆姨母）
- 終極殺陣：計程車女王（英语：Taxi (2004 film)）（貝爾·威廉斯）※機內上映版。

維奧拉·戴维斯
- 黑帽駭客（卡洛·芭瑞特）
- DC擴展宇宙（阿曼達·沃勒）
  - 自殺突擊隊[14]
  - 自殺突擊隊：集結[15]
- 再單身遊記（黛莉亞·西拉）
- 心靈圍籬（蘿絲·麥斯森）
- 寡婦（維羅妮卡·羅林斯）

#### 電影
- 瘋狂謀殺計劃（英语：2 Days in the Valley）（奧黛莉·霍普〈瑪莎·曼森〉）
- 飛越情海（妮娜·卡索托〈卡洛琳·亞倫（英语：Caroline Aaron）〉）
- 藍色大門（孟克柔的母親〈仇政〉）
- 恐怖社區
- 鬥犬（馬蒂〈卡洛爾·安·威爾遜〉）※DVD版。
- 跳越時空的情書
- 同名之人（英语：The Namesake (film)）
- 拿破崙炸藥（拉弗杜·盧卡斯〈桑德瑞拉·艾弗里〉）
- 小迷糊天翻地覆（英语：Overboard (1987 film)）（特拉維斯·普羅菲特）※機內上映版。
- 雷鳥神機隊 (2004年電影)

#### 電視影集
- 新霹靂嬌娃（所長〈伊莉莎白·潘娜（英语：Elizabeth Peña）〉）
- 聖女魔咒 (第4季)（艾麗斯·羅斯曼〈雷貝嘉·巴爾丁（英语：Rebecca Balding）〉）
- 美女上錯身（馬德琳·薩默斯法官〈蘿西·歐唐納〉）
- 太王四神記（大神官）
- 醜女貝蒂 (第4季)（海倫）

#### 動畫
- 高飛家族

### 特攝影集
1996年
- B-Fighter Kabuto（闇之一角獸密斯提轟的配音）

1999年
- 卡美拉3 邪神覺醒

### 電視劇
- NHK大河劇
  - 春日局（稻葉家侍女）
  - 太平記（侍女）

### 旁白
東京電視台
- 激錄 警察密著24小時!!（日语：激録・警察密着24時!!）
- 摩訶羅闍（日语：ハマラジャ）

TBS
- 你真的知道嗎?!（日语：知ってるつもり?!）
- （不定期）
- 世界恐怖之夜！
- 報導特集（日语：JNN報道特集）

NHK系列
- 里約奧運（NHK，競賽項目規則介紹旁白）
- 團塊Style（日语：団塊スタイル）（NHK教育）
- （NHK教育）
- Cosmic Front（日语：コズミックフロント）（NHK BS Premium）

其它電視台
- Art Stage ～畫家們的美麗饗宴～（TOKYO MX）
- 大人旅行（BS11）

### 其它
- 青山二丁目劇場（日语：青山二丁目劇場） （老奶奶〈光子〉）
- NHK特集「亞洲巨大遺跡」（聲音演出）
- 京極夏彥廣播劇場『百器徒然袋』（日语：京極夏彦ラジオドラマ 『百器徒然袋』）（梶野美津子的母親〈六〉）
- GO！GO！ACKMAN（日语：GO!GO!ACKMAN）（約瑟芬山本）
- （聲音演出）
- 科學頻道 （人太郎）
- （朗讀）

## 腳註

## 外部連結
- 青二Production公式官網的聲優簡介（页面存档备份，存于） （日語）